# Bagdad Vilayet

Provinsen Bagdad (1900)

Bagdad Vilayet (osmanska: ولايت بغداد , Vilâyet-i Bagdad, turkiska:  Bağdat Vilâyeti, arabiska:ولاية بغداد) var en vilayet (provins) i Osmanska riket mellan 1864 och 1918. Huvudstad var Bagdad. Provinsen hade totalt 850 000  invånare (1885) på en yta av 141 160 km²..